# (975) Perseverantia
(975) Perseverantia es un asteroide perteneciente al cinturón de asteroides descubierto el 27 de marzo de 1922 por Johann Palisa desde el observatorio de Viena, Austria.
Está nombrado por la palabra latina de igual significado en español.
Perseverantia forma parte de la familia asteroidal de Coronis.